# Schallbrücke
Unter einer Schallbrücke versteht man bei einer zweischaligen Konstruktion (z. B. Trockenbauwände) die Unterbrechung der elastischen Zwischenschicht (z. B. Dämmmaterial) durch eine starre Verbindung (z. B. Metallprofile).
Über diese Verbindung – die Schallbrücke – findet eine Übertragung durch Körperschall statt, die um ein Vielfaches größer ist als der Flächenanteil der Schallbrücke im Verhältnis zur Gesamtkonstruktion. Ebenso können nicht schallgedämmte Treppen, Decken oder Rohrsysteme z. B. Trittschall weiterleiten.
Ein weiteres Beispiel sind Wandbohrungen.